# Замок Витринген
Замок Витринген (нем. Schloss Wittringen) — комплекс окруженных водой замковых строений в одноименном лесопарке немецкого города Гладбек (федеральная земля Северный Рейн-Вестфалия).

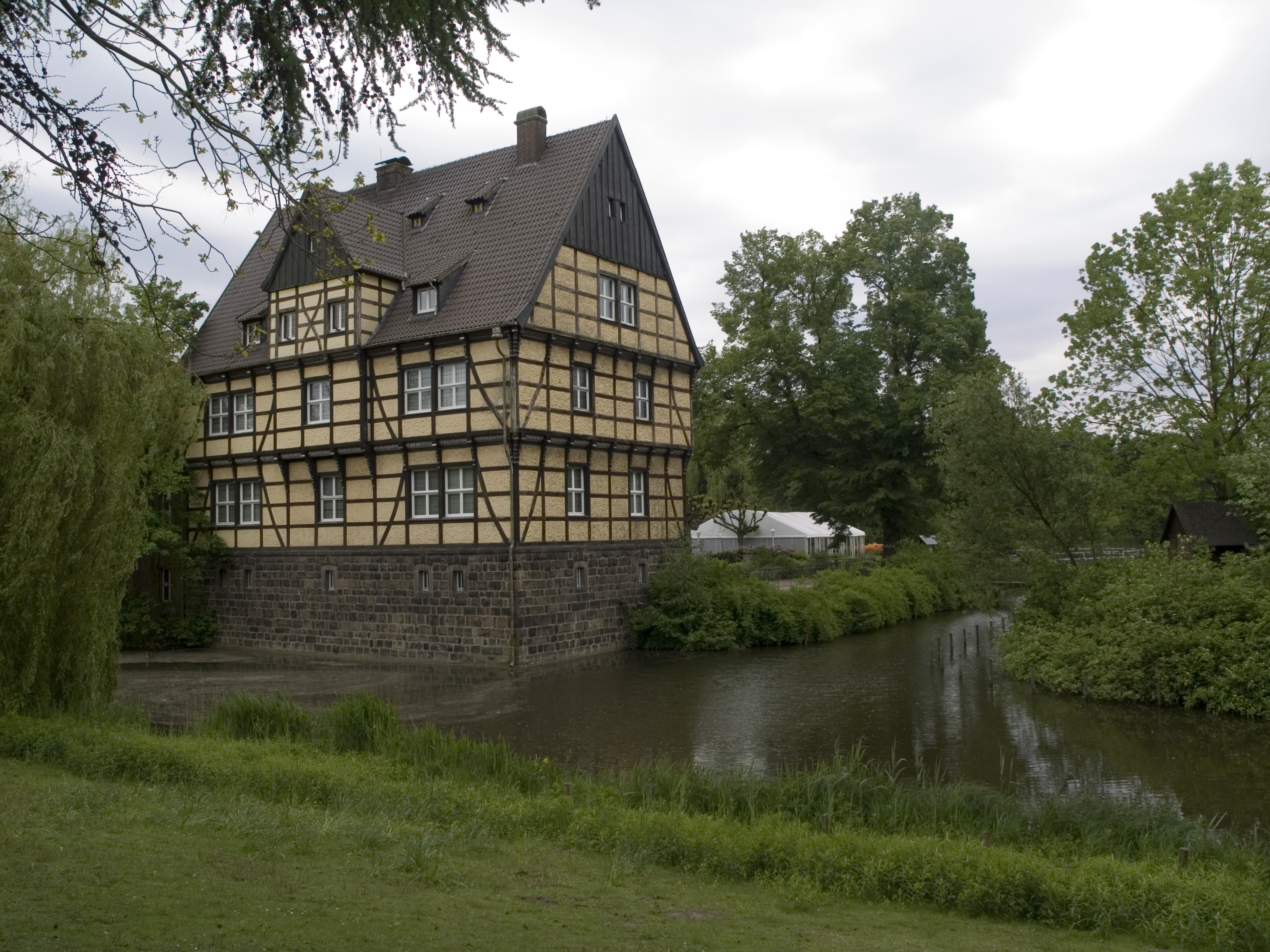
Фахверковое здание

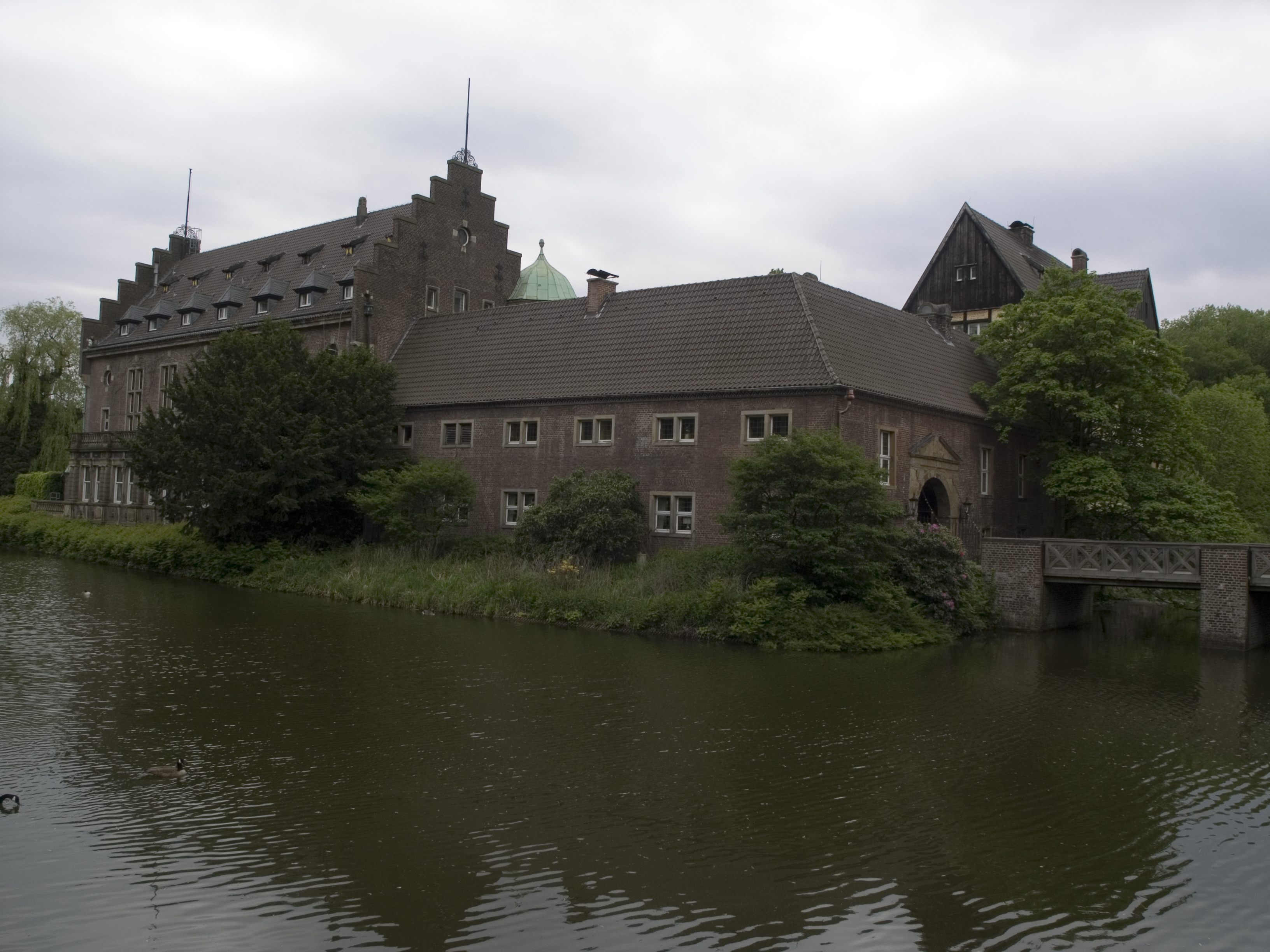
Замковый мост

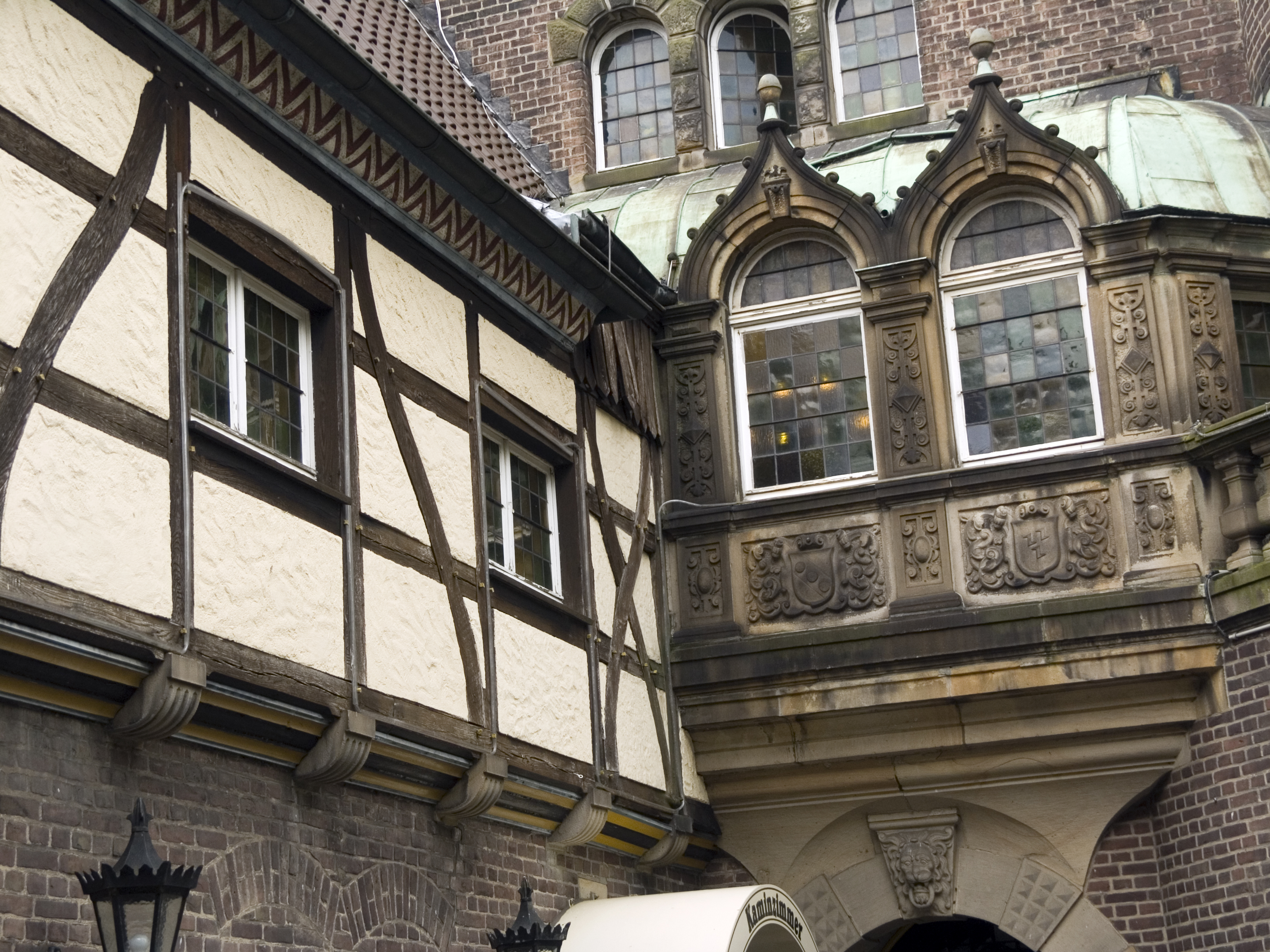
Гербы Брабеков и Фитингофов над главными воротами

## История
Первое документальное упоминание о замке Витринген относится к 1263 году, когда называется имя его владельца — рыцаря Людольфуса де Витринге (нем. Ludolfus de Witteringe) из семейства Орст (см. Замок Орст). Вполне вероятно он и был основателем замка, но документальных подтверждений этому предположению не найдено.

25 августа 1347 года граф Клевский Дитрих закрепил замок Виттринген как ленное владение за внуком Людольфуса Филиппом. Так как у Филиппа не было сыновей, то замок после его смерти перешёл в наследство его зятю Генриху фон Брахтбеке (нем. Heinrich von Brachtbecke) из семейства Брабек (три стилизованных рыболовных крючка из герба Брабеков в 1919 году были включены в герб города Гладбек), который взял себе имя фон Витринген.

В 1438 году герцог Клевский Адольф разделил имение Витринген между зятем Генриха фон Витрингена Эрнстом фон Эфте (нем. Ernst von Oeffte) и братом Генриха Розейром (нем. Roseyr). В 1447 году доля Розейра отошла Дитриху фон Витрингену. Около 1520 года внук Дитриха Рутгер продал свою долю Константину фон Эфте и, таким образом, всё владение оказалось в собственности семейства фон Эфте. Однако, уже в 1540 году Дирк фон Эфте по случаю помолвки своей дочери с рыцарем Якобом фон Капелленом (нем. Jakob von Capellen) даровал ему замок Витринген. Несмотря на то, что свадьба не состоялась (дочь Дирка против воли отца вышла замуж за другого человека), Дирк оставил дарственную в силе и имение Витринген оставалось во владении фон Капелленов до 1697 года.

Во время Тридцатилетней войны в 1642 году замок Витринген был разрушен гессенскими наёмниками. В 1650 году замок был восстановлен, при этом в западной части почти прямоугольного острова, окруженного защитным рвом, был построен новый двухэтажный фахверковый дом.

В 1697 году замок перешёл во владение барону Иоганну-Арнольду фон Фитингхоф-Шеллю (нем. Johann Arnold von Vittinghoff-Schell), владельцу замка Шелленберг. В 1922 году его потомок Фридрих-Август продал замок и окружающие его 450 акров земли в собственность города Гладбек за 3,75 млн. марок. После масштабных реставрационных работ в 1928 году в замке был открыт музей города Гладбек, который существует и по сей день. Также в замке работает ресторан и гостиница с единственным апартаментом для молодожёнов. В 2005 году на соседнем маленьком острове был открыт птичник с попугаями и прочими разнообразными экзотическими птицами.